# Ureña (Jalisco)
Ureña es una localidad del municipio de Zacoalco de Torres ubicado en la región sur del estado mexicano de Jalisco.

## Geografía
La localidad se ubica a 9.1 kilómetros (en dirección suroeste) de la localidad de Zacoalco de Torres, la cabecera y lugar más poblado del municipio. Se sitúa en las coordenadas geográficas 20°17′15″N 103°37′35″O / 20.287500, -103.626389, a una elevación de 1,382 metros sobre el nivel del mar.

## Demografía
Según el Conteo de Población y Vivienda 2020, efectuado por el Instituto Nacional de Estadística y Geografía, la localidad de Ureña tiene 489 habitantes, de los cuales 257 son del sexo masculino y 232 del sexo femenino. Su tasa de fecundidad es de 2.4 hijos por mujer y tiene 125 viviendas particulares habitadas.
| Gráfica de evolución demográfica de Ureña entre 1910 y 2020 |
|                                                             |
| INEGI.                                                      |